# 반공 프랑스 의용군단
반공 프랑스 의용군단(프랑스어: Légion des volontaires français contre le bolchévisme; LVF)는 1941년 7월 8일 창설된 프랑스의 파시스트 민병대다. 마르셀 부카르의 프랑시스트 운동, 마르셀 데트의 국민대중행진, 자크 도리오의 프랑스 대중당, 외젠 델롱클레의 혁명사회운동, 피에르 클레멩티의 프랑스 국민집산당, 피에르 코스탕티니의 프랑스 동맹 등 여러 나치 부역 조직들이 모여 만들어졌다. 비시 프랑스 정권과 공식적으로 관련성은 없었으나 1943년 2월 피에르 라발 내각에 의해 "공공 유익 조직"으로 인정되었다. 비시 프랑스 국가원수 필리프 페탱은 프랑스인이 독일 군복을 입고 싸우는 것에 대해 개인적으로 부정적이었다.
LVF는 독소전쟁에서 독일 국방군과 함께 소련과 싸웠으며 제638보병연대(독일어: Infanterieregiment 638)라는 정식 단대호까지 부여받았다. LVF는 친위대 제33무장척탄병사단 샤를마뉴의 전신이다. 제2차 세계 대전 종전 이후 LVF 종군자들은 부역자로 지목되어 사형 또는 징역형에 처해지거나 처벌을 면하는 대신 프랑스령 인도차이나에서 외인부대로 복무하는 노역을 했다.

## 같이 보기
- 노르망디-네만